# Hydrofobie

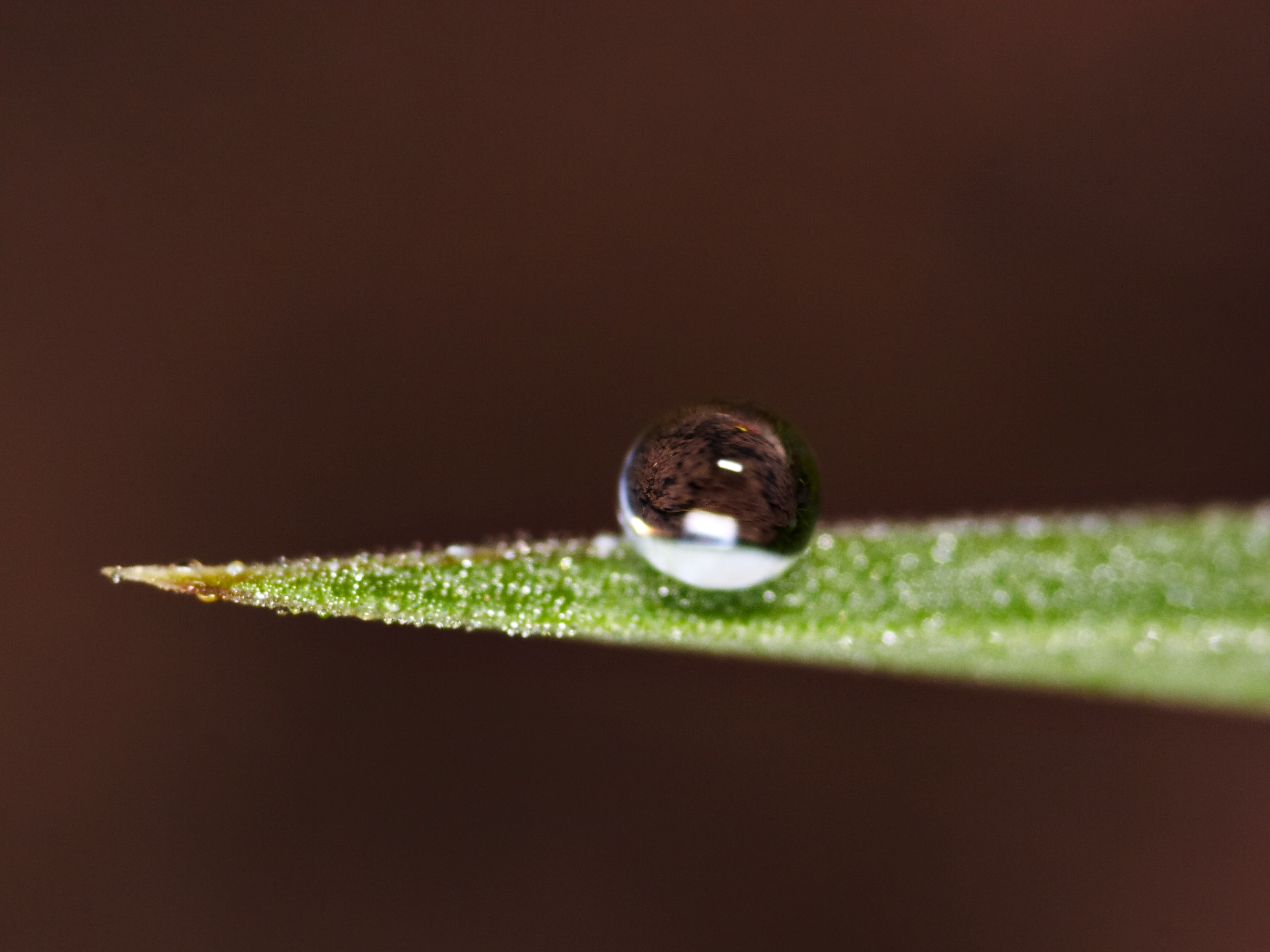
Kapka rosy na hydrofobním listu

Hydrofobie (ze starověké řečtiny (ὕδωρ hýdor "voda" a φόβος phóbos "strach") znamená vody se bojící nebo vodu nesnášející. Hydrofobní jsou tedy látky nebo povrchy, které neinteragují s vodou. Jsou složeny z molekul, které nenesou žádný náboj (převaha nepolárních vazeb v molekule) a tvoří tak s vodou jen málo nebo žádné vodíkové můstky. Ve vodě se tedy nerozpouštějí. Pokud povrch látky vodu velmi silně odpuzuje, nazývá se tato vlastnost superhydrofobie. Hydrofobní látky jsou často lipofilní, tedy milující tuky. Tyto dva termíny však nejsou synonymní.

Schéma amfifilní fosfolipidové biomembrány. Polární hydrofilní hlavy na povrchu, nepolární hydrofobní ocasy uvnitř.

Mezi hydrofobní sloučeniny patří například uhlovodíky, oleje nebo tuky. Hydrofobní materiály se používají k odstraňování oleje z vody, odstranění ropných skvrn nebo k odstranění nepolárních látek z polárních sloučenin. Adheze ledu může být také snížena vhodnou úpravou povrchu.
Opakem hydrofobních molekul jsou molekuly hydrofilní. Molekuly s hydrofobní a hydrofilní částí zároveň se nazývají amfifilní a jejich shlukování dává vznik takzvaným micelám. Příkladem amfifilní látky je mýdlo, které má hydrofilní hlavu a hydrofobní ocas, což mu umožňuje rozpustit se jak ve vodě, tak v oleji. Dalším příkladem amfifilních látek jsou fosfolipidy, které tvoří buněčnou membránu.

## Vlastnosti

Stykový úhel mezi třemi fázemi: LG - styk kapalné a plynné fáze, SG - styk pevné a plynné fáze, SL - styk pevné a kapalné fáze

Stykové úhly: a) hydrofilní látka, b) hydrofobní látka, c) superhydrofobní látka. Gasphase - plynná fáze, Flussigkeit - kapalná fáze, festkorper - pevná fáze.

Vlastnosti hydrofobních látek jsou určeny interakcí mezi kapalinou a pevnou látkou, závisejí na velikosti jejich stykového úhlu na styčné ploše. Čím větší je stykový úhel, tím je mezi kapalinou a pevnou látkou nižší interakce a látky se k sobě chovají hydrofobně. Naopak, čím menší je jejich stykový úhel a tím vyšší interakce, látky se k sobě chovají hydrofilně.
Důvodem vysokých stykových úhlů hydrofobních látek s vodou je, že molekuly vody interagují silněji mezi sebou (vodíkové vazby) než s hydrofobním povrchem (Van der Waalsovy vazby). Proto je v případě hydrofobních látek energeticky nejpříznivější téměř kulový tvar kapiček vody.
Na obrázku jsou zobrazeny rozdíly mezi hydrofilními a hydrofobními interakcemi v závislosti na stykovém úhlu mezi kapalinou a pevnou látkou:
- a) při nízkých stykových úhlech (cca 0°) se povrch pevné látky chová jako hydrofilní (vodu milující)
- b) při úhlech kolem 90° se povrch pevné látky chová jako hydrofobní (vodu odpuzující)
- c) při úhlech nad 90° se povrch pevné látky chová jako superhydrofobní (vodu extrémně odpuzující)

Při velmi vysokých úhlech (cca 160°) je superhydrofobie označována jako lotosový efekt a odpovídá extrémně nízké smáčivosti. Povrch listů a květů lotosu má totiž extrémní hydrofobní povrch. Díky této speciální vlastnosti má stykové úhly přes 160°, takže kapky na něm jsou téměř kulaté. Voda se z takových povrchů odstraňuje velmi dobře a částice nečistot se velmi snadno odplavují.
Hydrofobními látkami jsou například organické látky - tuky, vosky, alkany nebo alkeny. Rozpustnost těchto látek ve vodě je velmi nízká. Naopak jsou téměř vždy lipofilní, to znamená, že se dobře rozpouštějí v tucích a olejích. Hydrofobie však není vždy synonymem lipofilie, protože některé látky jsou současně hydrofobní a lipofobní. Tyto látky se nazývají amfifobní.

## Využití
Využití hydrofobních povrchů v průmyslu je velmi široké:
- Potahování povrchů teflonem (PTFE) nebo impregnace izolačních materiálů a textilií hydrofobními materiály, jako je vosk nebo parafín.
- Hydrofobní beton se vyrábí od poloviny 20. století.
- Potahování bavlněných tkanin částicemi oxidu křemičitého  technikou sol-gel, která chrání tkaninu před UV zářením a činí ji superhydrofobní.
- Výroba superhydrofobního polyethylenu. Na takovém povrchu lze snadno smýt 99 % nečistot.
- Superhydrofobní povrchy mají velký význam pro laboratorní mikrofluidní zařízení a mohou výrazně zlepšit povrchovou bioanalýzu.
- Ve farmaceutických výrobcích ovlivňuje hydrofobie rozpouštění léčiv a jejich tvrdost.